# Guld der hævner
|  | Denne artikel er oprettet af botten PalnaBot ud fra en ekstern database. Den kan derfor have sproglige fejl eller mangler. Denne skabelon kan fjernes efter kontrol af indholdet. |

Guld der hævner er en film instrueret af ubekendt efter manuskript af Emma Pedersen.

## Handling
Kinografens Indsats i Juleunderholdningen er en dansk Guldgraverfilm, der handler om to Venner, som ovre i Klondyke omsider finder det efterstræbte Guld. Den Ene røver ogsaa den Andens Part og dukker senere i Europa op som en rig Mand. Men Nemesis rammer ham ved et Maskebal, hvor han afsløres. Og samtidig med, at hans Formue gaar over paa de rette Hænder, forenes den uge Pige, med hvem han har tiltvunget sig Forlovelse, men den Mand, hun i Virkeligheden elsker (udateret avisudklip).